# Hlybokyj Potik
Hlybokyj Potik (ukrajinsky Глибокий Потік, rusínsky Страмтура, maďarsky Szorospatak, rumunsky Strâmtura) je obec v solotvinské venkovské komunitě, v tačivském okresu Zakarpatské oblasti Ukrajiny. V roce 2001 zde žilo 5531 obyvatel, většinou rumunské národnosti.